# Méndez Núñez (1924)
El Méndez Núñez va ser un creuer lleuger com el segon dels vaixells de la seva classe pertanyent a l'Armada Espanyola; encara que va ser posat en graderia amb el nom de Blas de Lezo, va canviar el seu nom amb el seu bessó abans del seu avarament.

## Construcció
Va ser autoritzat per mitjà de la modificació de la llei Miranda de 17 de febrer de 1915. per la més nova, anomenada Llei Cortina pel Ministre de Marina, marquès de Cortina, per a dos creuers ràpids, el citat i el seu bessó el Blas de Lezo. La seva quilla va ser posada en graderia a la drassana de la Societat Espanyola de Construcció Naval a Ferrol, avarat en 1922 i lliurat a l'Armada Espanyola en 1924.
Es tractava d'un tipus de creuers similar als que van participar en la Primera Guerra Mundial, inspirat en el tipus C britànic. El seu concepte estava ja antiquat abans d'iniciar-se, ja que la seva propulsió mixta li impedia aconseguir una velocitat adequada i mancava de direcció de tir. El mateix va ocórrer després de la seva modernització antiaèria a causa de l'absoluta manca de sistemes eficaços de control de tir antiaeris en un país totalment aïllat i arruïnat després de la guerra.

## Historial
Amb motiu del vol del Dornier Wal Plus ultra a Buenos Aires, el govern espanyol el va enviar en visita de bona voluntat a Buenos Aires al costat del destructor Alsedo. Aquestes naus van arribar a la capital del Plata el 7 de febrer de 1926.
El juliol del 1936, es trobava a la Guinea espanyola (Guinea Equatorial), on la tripulació es va apoderar del vaixell sense vessament de sang després del cop d'estat del 18 de juliol. (Vegeu revolta militar de 1936 a la Guinea Espanyola).
Encara que estava antiquat, va participar en la Guerra civil en el bàndol republicà. Portava sobre el seu casc pintada, a manera de camuflatge, la silueta d'un destructor per confondre tant en distància, com en velocitat, així com fer l'efecte que anava escortat, la qual cosa va fer que en el bàndol revoltat es referissin jocosament a aquest vaixell com el creuer Méndez i el destructor Núñez.
El 6 de març de 1938, al comandament del capità de corbeta, habilitat com capità de navili, Pedro Prado Mendizábal, va participar en la Batalla del Cap de Palos.
El 5 de març de 1939, després de la revolta a la ciutat, va partir de Cartagena juntament amb el gruix de l'esquadra republicana amb rumb a Bizerta (Tunísia), on va arribar l'11 de març. L'endemà es va sol·licitar l'asil polític per part dels tripulants, i van quedar internats els vaixells sota la custòdia d'uns pocs tripulants espanyols per vaixell. La resta de la dotació va ser conduïda a un camp de concentració en la localitat de Meheri Zabbens.
El 31 de març de 1939 va arribar a Bizerta, a bord dels transports Mallorca i Marqués de Comillas, el personal que hauria de fer-se càrrec dels vaixells internats.
Després de la finalització de la guerra, va ser modernitzat com a creuer antiaeri, i va ser l'únic vaixell d'aquest tipus amb el que va comptar l'Armada Espanyola.
Quan va esclatar un polvorí a Cadis en 1947, es va córrer la veu per Cadis que el que havia volat havia estat el creuer Méndez Núñez, rumor que aviat es va desmentir.
El 7 de desembre de 1957, una flota composta pel creuer Canarias, el creuer Méndez Núñez i els cinc destructors Churruca Almirante Miranda, Escaño, Gravina i José Luis Díez de la Classe Churruca es van apostar en xafarranxo de combat davant del port d'Agadir i van apuntar amb les seves peces diversos objectius d'aquest port.